# 머스킷 전쟁
머스킷 전쟁(Musket Wars)은 뉴질랜드 마오리족의 여러 이위들 간에 1807년에서 1837년 사이에 벌어진 500회 이상의 전투이다.
홍히 히카는 마오리족으로 어느 날 영국으로 가게 되어 영국의 국왕도 뵙고
여러 많은 영국 관리들과 친해지게 된다.
홍히 히카는 우연히 머스킷 총에 대해 알게 될때가 그 시기라고 한다.
그리고 호주로 돌아와서 받은 값진 물건들을 팔아서 머스킷 총으로 전부 바꾸게 된다.
나푸히나 나티와투아 같은 북부의 라이벌 종족들은 화기를 가장 먼저 구입한 부족이었다. 양자 간 충돌은 수많은 사상자를 낳게 되었다. 그들 중 일부는 머스킷을 본 적도 없었다. 그 전쟁들은 그들의 야만성과 무자비함이 드러난다. 그들은 배신과 마을을 전소시키고, 포로를 죽이고, 고문과 노예 그리고 심지어는 사람까지도 잡아먹는 야만적인 짓을 저질렀다. 이후 나푸티를 이끌게 된 홍이 히카는 북섬의 대부분의 북부를 약탈했으며, 이 과정에서 2명의 형제가 살해당했다.
이러한 초기의 종족 간 충돌은 마오리에게 상호간 전쟁과 머스킷을 방어하는 것을 경험하게 했고, 이후 토지의 갈등을 놓고 마오리족과 벌어진 뉴질랜드 토지 전쟁에서 영국군과 뉴질랜드 연합군을 당황케 하였다.

## 같이 보기
- 브라운베스